# Tokusatsu
Tokusatsu (特撮? lett. "effetti speciali") è un termine giapponese riferito a film e serie TV live action che fanno ampio uso di effetti speciali. Si tratta comunemente di opere di fantascienza, fantasy o horror, ma possono rientrare nella categoria anche altri generi. L'esempio più famoso del genere Tokusatsu sono i film sui Kaijū, o film di mostri analoghi, come Godzilla, e le serie TV di supereroi come Ultraman, Ganbaron, Kamen Rider, Metal Heroes e Super Sentai Series, che ha originato i Power Rangers negli Stati Uniti.
Ci sono stati anche show prodotti negli Stati Uniti d'America ispirati ai Tokusatsu giapponesi. Tra questi ricordiamo Animorphs, che ha generato libri, fumetti e giocattoli arrivati anche in Italia. Altri esempi sono stati Superhuman Samurai, Beetleborgs - Quando si scatena il vento dell'avventura (entrambi adattamenti americani di serie giapponesi, rispettivamente Denkou Choijin Gridman la prima, B-Fighter e B-Fighter Kabuto la seconda), VR Troopers e gli unici esempi di Tokusatsu occidentali, 4 tatuaggi per un super guerriero, Mystic Knights: quattro cavalieri nella leggenda e Idol x Warrior Miracle Tunes!.

## Etimologia
Il termine Tokusatsu è un portmanteau, derivato dell'espressione giapponese "fotografia speciale" (特殊撮影?, tokushu satsuei).

## Storia
Prima e durante la seconda guerra mondiale si erano sviluppate tecniche modellistiche di alto livello, pensate per aggiungere realismo ai film di guerra e propagandistici. Dopo la guerra, quando le forze statunitensi vietarono la produzione di film di guerra, i modellisti scelsero di continuare il loro lavoro nel settore che avrebbe loro permesso di ottenere il massimo degli effetti, la fantascienza. Uno di questi fu Eiji Tsuburaya, detto il "Dio dei Tokusatsu", che aveva a suo credito un titolo come Godzilla quando si dedicò alle produzioni televisive.
Nel 1958, con la sua trama elementare ed effetti speciali semplici, Gekko Kamen conquistò gli schermi del Sol Levante e il successo della serie portò alla sperimentazione di nuove soluzioni, come Yuseioji, dello stesso anno, che come l'allora recentissimo Superman del 1956 aveva come eroe un alieno dall'aspetto umano.
Tsuburaya avrebbe firmato, tra l'altro, nel 1964 Ultra Q e nel 1966 Ultraman, fissando uno standard tecnico molto elevato per questo nuovo settore. Fu inoltre il primo ad utilizzare fuochi d'artificio ed effetti pirotecnici come pure il fumo per vivacizzare le scene di combattimento e ad impiegare  gli attori in tute di gomma e di lattice e silicone per rappresentare mostri e alieni. 
Tali costumi di scena denominati materiali a consumo venivano prodotti in serie, sicché molto spesso erano utilizzati per tutto il giorno ove l'attore o stunt man in base al personaggio se era coperto integralmente, poteva respirare attraverso una cannuccia, quindi a fine giornata il costume veniva strappato poiché aderito e subito dopo gettato via, così ché l'indomani si utilizzava un nuovo costume per lo stesso personaggio.
Un'altra delle caratteristiche delle serie Tokusatsu è la cosiddetta Sequenza Rambada, introdotta per la prima volta proprio in Ultraman, che prende il suo nome dalla curiosa musica d'accompagnamento: una sequenza spettacolare ripetuta al culmine di ogni episodio, in cui si osserva la base segreta aprirsi per far uscire i veicoli speciali, in cui avviene la vestizione dell'eroe o quando una macchina si trasforma in un robot da combattimento. Questo tipo di sequenza rimane un segno distintivo della produzione seriale giapponese, sia dal vivo che animata, nonostante sia ispirata dalla celebre sequenza di lancio dei Thunderbirds.
Una pietra miliare della fantascienza giapponese è Kamen Rider, nato inizialmente come serie manga di Shōtarō Ishinomori e adattato per la televisione nel 1971, e che da quell'anno non mancherà mai la sua presenza sui teleschermi, con sempre nuovi protagonisti e variazioni della trama di base. Kamen Rider sarebbe divenuto in breve un idolo dei bambini. Purtroppo era per loro difficile "giocare a Kamen Rider", perché il supereroe poteva essere uno solo: un grave difetto in titoli che contavano finanziariamente sul merchandising rivolto ai più piccoli. Inoltre questo significava che tutto il peso dell'azione e della responsabilità etica ricadeva sempre su un solo personaggio, rendendo le storie monotone e difficili da gestire. La soluzione si sarebbe di lì a poco presentata con Himitsu Sentai Goranger, che per primo avrebbe presentato un gruppo diversificato di cinque supereroi dalle diverse abilità che lottavano contro il male; un'idea presa a prestito dalle numerosissime storie di ninja e samurai di cui allora abbondavano letteratura, cinema e televisione. Nel successivo Battle Fever J, gli eroi erano alla guida di un gigantesco robot da combattimento che affrontava avversari ugualmente giganteschi.
Tutte queste serie erano considerate adatte al pubblico infantile, e davano poco prestigio agli attori che vi recitavano; di fatto, attori di buona reputazione tendevano a rifiutare parti in queste produzioni. Ma di recente le serie Tokusatsu hanno conquistato un target finora impermeabile al loro fascino: l'uso voluto di attori estremamente attraenti ha convogliato su una delle più recenti reincarnazioni di Kamen Rider l'affascinato interesse del pubblico femminile.

## Musiche
Il noto cantante Anime singer Ichiro Mizuki storica voce di Mazinga, Jeeg robot d'acciaio, Voltron, Robotech, Gundam, Tekkaman, Capitan Harlock, Lupin, è stato diverse volte la voce delle serie Tokusatsu più famose tra cui, Kamen Rider V3, Kamen Rider X, Kamen Rider Stronger, Koseidon, Megaloman, Kamen Rider (Skyrider), Kamen Rider Super 1, Kamen Rider Black RX quest'ultimo soltanto nel segmento intitolato Towa No Tame Ni Kimi No Tame Ni.

## BIbliografia
Massimo Nicora, Tokusatsu. I telefilm giapponesi con effetti speciali dalle origini agli anni Ottanta, Società Editrice La Torre, Caserta, 2019.